# BMW R 65-serie
De BMW R 65 is een motorfiets van het merk BMW.

## Voorgeschiedenis
Na het loslaten van de 500cc modellen met de invoering van de /6 Serie in 1973 miste BMW modellen in de middenklasse die ook de jeugd konden bekoren. Bovendien waren er in Duitsland de populaire 27 en 50 pk-verzekeringsklassen, die weliswaar bediend kon worden door bijvoorbeeld de R 60/7, maar het model van deze machine was, zeker in vergelijking met de Japanse concurrenten, niet erg aansprekend voor jongere rijders. In het begin van de jaren zeventig was BMW al gaan samenwerken met Puch, waardoor al snel geruchten ontstonden over nieuwe, lichte BMW-modellen. Binnen het bedrijf werden discussies gevoerd over het type motor, omdat inmiddels vele andere concepten succesvol waren geweest. Doorslaggevend was waarschijnlijk dat men niet wilde afwijken van de cardanaandrijving, waardoor een langsgeplaatste motor de voorkeur kreeg. Een luchtgekoelde V-twin zou dan te veel op een Moto Guzzi kopie lijken, een vloeistofgekoelde V-twin leek weer veel op de Honda CX 500. Uiteindelijk werd besloten toch een luchtgekoelde boxermotor toe te passen, zoals ook bij alle andere modellen. Als motorfiets voor de jeugd moest de machine betaalbaar zijn, maar wel dezelfde degelijkheid uitstralen die men van het merk gewend was.

## R 65

### Motor
Toch werd een nieuwe motor ontworpen. Alle andere BMW's hadden op dat moment krukassen met een slag van 70,6 mm, maar de R 65 kreeg er een met een slag van 61,5 mm. De boring bedroeg 82 mm waardoor de cilinderinhoud op 649,6 cc kwam. Door de kleinere slag werd de machine 56mm smaller dan de grotere modellen. De R 65 kwam in 1978 op de markt, samen met het zustermodel R 45, dat dankzij een boring van 70 mm op 473,4 cc
kwam.

### Ontwerp
De R 45 en R 65 werden ontworpen door Hans A. Muth van het ontwerpbureau Target Design, dat ook verantwoordelijk was voor de Suzuki Katana modellen, die echter meer extreem waren. De nieuwe BMW's zagen er moderner uit dan de /7 Serie, dankzij een meer hoekige styling, hoewel Muth slechts minimaal afweek van de bestaande lijnen. De eerste persfoto's toonden nog een R 45 met spaakwielen en twee schijfremmen in het voorwiel, maar de productieversies kregen uiteraard de nieuwe gietwielen mee die ook in de zwaardere modellen gangbaar waren, en slechts één schijfrem. Verdere veranderingen ten opzichte van de bestaande modellen waren het op het stuur geplaatste remvloeistofreservoir van de voorrem (dit zat normaal onder de tank), en andere, modernere tellers op het stuur. De aandrijflijn (koppeling, versnellingsbak en cardanas) kwam van de zwaardere modellen.

## R 65 RT
In sommige gevallen boden BMW importeurs in verschillende landen speciale modellen aan, om aan de specifieke behoefte van hun klanten te voldoen. Een voorbeeld daarvan is de door de Nederlandse importeur geleverde BMW R 80 uit 1981, die in feite een omgebouwde R 80 G/S was. De Franse importeur bood (waarschijnlijk al vanaf 1978) een RT versie van de R 65 aan. De machine was ontwikkeld voor de Franse politie en door BMW zelf geproduceerd, maar kwam niet in het officiële leveringsprogramma voor. Ze werd echter wel in Franse advertenties aangeboden. Onderhuids was het uiteraard een gewone R 65, dus de technische gegevens weken niet af, met uitzondering van het gewicht, de breedte, het brandstofverbruik en de topsnelheid.

## Modificaties
In 1981 werden er enkele modificaties doorgevoerd. De cilinders kregen een Nikasil-cilinderwand en werden lichter, de contactpuntjes werden vervangen door een transistorontsteking, de bediening van de koppeling ging lichter, de oliepan werd groter, de smering van de krukas werd verbeterd en de chokehendel verhuisde naar het stuur. Het luchtfilter kreeg het nieuwe, plastic luchtfilterhuis dat ook op de zwaardere modellen toegepast zou worden.

## R 65 LS
In 1981 presenteerde BMW de R 65 LS (Luxus Sport). Bij deze motorfiets was de hand van Target Design veel beter te herkennen. De lijnen waren extremer en er was een klein stuurkuipje gemonteerd. De LS had ook vernieuwde gietwielen en twee remschijven in het voorwiel. De achterrem was nog steeds als trommelrem uitgevoerd. De R 65 LS was iets sterker dan de basisversie en leverde wél 50 pk.

## R 65 Mono en R 65 RT Mono
Vanaf 1985 werden alle R 65 modellen uitgevoerd met de monolever enkelvoudige achterwielophanging, zoals die op de R 80 G/S was geïntroduceerd. In die uitvoering zouden de machines in het leveringsprogramma blijven, met uitzondering van de LS, die vanaf 1985 niet meer geleverd werd.

## R 65 GS
In 1987 bracht BMW een lichtere versie van de R 80 G/S, voornamelijk op verzoek van diverse strijdkrachten, die wel geïnteresseerd waren in BMW’s voor militair gebruik, maar de R 80 te groot en te zwaar vonden. ‘G/S’ staat voor ‘Gelände/Straße’ (terrein/straat). De Koninklijke Landmacht heeft de R65 GS beproefd als mogelijke vervanger voor de in 1981 aangeschafte Moto Guzzi V50. Zoals te doen gebruikelijk bij militaire motorfietsen (o.a. vanwege de noodzaak om op kwalitatief mindere benzine te kunnen rijden), werd het motorvermogen flink geknepen. Er zijn wel 50 pk machines geleverd, maar de meeste waren teruggebracht tot 27 pk. De R65GS werd aanvullend aangeschaft (een 60 tal in tegenstelling tot meer dan 1.000 V50’s) in verband met inzetproblemen met de Laro’s. Deze motoren waren al door het Deense leger aangeschaft en zijn zonder beproeving ingestroomd. Ze werden met name voor koeriersdiensten ingezet. Het onderhoud werd uitbesteed bij BMW NL in tegenstelling tot de Guzzi’s die volledig inbesteed werden.
De BMW-modellen waren uiteindelijk toch duurder en zwaarder uitgevallen dan de Japanse concurrentie, maar waren kwalitatief duidelijk beter. Ook de uitrusting was typisch voor BMW, met een uitstekende set boordgereedschap en een EHBO-setje. Een voordeel was echter dat aan de BMW's niet meer gesleuteld hoefde te worden. Eind jaren zeventig was het heel normaal dat bij een Japanse motorfiets alsnog halogeenlampen moesten worden gemonteerd, terwijl de Japanse Yokohama- en Bridgestone-banden (anno 2010 marktleider) absoluut niet veilig te noemen waren. Bougies kon men het beste vervangen door de (uitgerekend Japanse) NGK-exemplaren, die zelden tot de standaardmontage behoorden. Japans boordgereedschap was van abominabele kwaliteit. Deze onkosten hoefde men bij de BMW's niet te maken. Tegenover dit voordeel stond het hakkerige schakelmechanisme van de BMW’s. Het was een kwestie van wennen, maar de jonge, onervaren klanten waarop dit model gericht was, werden er soms wanhopig van. Ten opzichte van de R 60/7 was de R 65 met zijn korteslag motor een tamelijk hoogtoerige motorfiets, die goede prestaties leverde. Vreemd genoeg leverde de machine aanvankelijk slechts 45 pk, terwijl de Duitse verzekeringsgrens op 50 pk lag.

## Technische gegevens
|                 | BMW R 65                               | R 65 RT                                | R 65 LS                                | R 65 Mono                              | R 65 RT Mono                           | R 65 GS                                |
| --------------- | -------------------------------------- | -------------------------------------- | -------------------------------------- | -------------------------------------- | -------------------------------------- | -------------------------------------- |
| Periode         | 1978-1985                              | 1978-1985 (?)                          | 1981-1985                              | 1985-1993                              | 1985-1988                              | 1987-1992                              |
| Produktieaantal | 29.454 incl. R 65 RT                   | zie R 65                               | 6.389                                  | 8.260                                  | onbekend                               | 1.727                                  |
| Categorie       | toermotor                              | toermotor                              | sportmotor                             | toermotor                              | toermotor                              | Allroad                                |
| Motortype       | kopklepmotor                           | kopklepmotor                           | kopklepmotor                           | kopklepmotor                           | kopklepmotor                           | kopklepmotor                           |
| Bouwwijze       | langsgeplaatste tweecilinderboxermotor | langsgeplaatste tweecilinderboxermotor | langsgeplaatste tweecilinderboxermotor | langsgeplaatste tweecilinderboxermotor | langsgeplaatste tweecilinderboxermotor | langsgeplaatste tweecilinderboxermotor |
| boring          | 82 mm                                  | 82 mm                                  | 82 mm                                  | 82 mm                                  | 82 mm                                  | 82 mm                                  |
| slag            | 61,5 mm                                | 61,5 mm                                | 61,5 mm                                | 61,5 mm                                | 61,5 mm                                | 61,5 mm                                |
| Cilinderinhoud  | 649,6 cc                               | 649,6 cc                               | 649,6 cc                               | 649,6 cc                               | 649,6 cc                               | 649,6 cc                               |
| Max. Vermogen   | 33 kW/45 pk                            | 33 kW/45 pk                            | 37 kW/50 pk                            | 35 kW/48 pk                            | 35 kW/48 pk                            | 20 kW/27 pk en 37 kW/50 pk             |
| Topsnelheid     | 175 km/h                               | onbekend                               | 175 km/h                               | 173 km/h                               | onbekend                               | 146 km/h                               |
| Aandrijving     | cardanas                               | cardanas                               | cardanas                               | cardanas                               | cardanas                               | cardanas                               |
| Rijwielgedeelte | dubbel wiegframe, buisframe            | dubbel wiegframe, buisframe            | dubbel wiegframe, buisframe            | dubbel wiegframe, buisframe            | dubbel wiegframe, buisframe            | dubbel wiegframe, buisframe            |
| Voorvork        | telescoopvork                          | telescoopvork                          | telescoopvork                          | telescoopvork                          | telescoopvork                          | telescoopvork                          |
| Achtervork      | swingarm                               | swingarm                               | swingarm                               | monolever                              | monolever                              | monolever                              |
| Leeg gewicht    | 205 kg                                 | onbekend                               | 207 kg                                 | 205 kg                                 | onbekend                               | 198 kg                                 |
| Voorganger      | R 60/7                                 | geen                                   | geen                                   | R 65                                   | R 65 RT                                | geen                                   |
| Opvolger        | R 65 Mono                              | R 65 RT Mono                           | geen                                   | geen                                   | geen                                   | geen                                   |